# Provincia di Sullana
La provincia di Sullana è una delle 8 province della regione di Piura nel Perù.

## Capoluogo e data di fondazione
Il capoluogo è Sullana. Fondata nel 1826.
La provincia è stata istituita il 4 novembre 1911.
Sindaco (alcalde) (2007-2010): Jaime Bardales Ruiz

## Superficie e popolazione
- 5423,61 km²
- 277 994 abitanti (inei2005)

## Provincie confinanti
Confina a nord con la regione di Tumbes; a est con l'Ecuador; a ovest con le province di Paita e Talara e a sud con la provincia di Piura.

## Geografia antropica

### Suddivisioni amministrative
È divisa in otto distretti:
- Sullana
- Bellavista
- Ignacio Espudero
- Lancones
- Marcavilca
- Miguel Checa
- Querecotillo
- Salitral

## Festività
- 6 gennaio: Epifania
- 2 febbraio: Signore di Chocán
- ottobre-novembre: Festa di Coco